# Kościół św. Rafała Kalinowskiego w Krakowie
Kościół św. Rafała Kalinowskiego – kościół rzymskokatolicki znajdujący się w Krakowie, w dzielnicy X Swoszowice przy ul. Małysiaka 1, na Klinach Zacisze. Posługę pełnią księża diecezjalni.

## Historia
Kościół św. Rafała Kalinowskiego jest jedną z najmłodszych świątyń w Krakowie. Budowę rozpoczęto 27 sierpnia 2008 r. w związku z zapotrzebowaniem na nowy kościół przy bardzo szybko rozrastającym się osiedlu Kliny-Zacisze. Do końca 2008 r. zakończono prace przy fundamentach, w 2009 r. wzniesiono ściany budynku, a w 2010 r. wybudowano dach. W 2011 r. w obecności kard. Stanisława Dziwisza wmurowano kamień węgielny; w tym samym roku powstała wieża zwieńczona krzyżem. Pierwsze nabożeństwo w nowym kościele odprawiono w Boże Narodzenie 2012 r. W 2013 r. wykonano posadzkę i zainstalowana nagłośnienie. Do tej pory trwają prace wykończeniowe we wnętrzu kościoła.

## Źródła
- Historia kościoła na witrynie parafii